# مزرعه دانش (سمنان)
مزرعه دانش یک منطقهٔ مسکونی در ایران است که در دهستان ایوانکی واقع شده‌است.